# Cyanoptila
Cyanoptila is een geslacht van zangvogels uit de familie van de vliegenvangers (Muscicapidae). De wetenschappelijke naam van het geslacht is voor het eerst geldig gepubliceerd in 1837 door Blyth.

## Soorten
De volgende soorten zijn bij het geslacht ingedeeld:
- Cyanoptila cumatilis – Zappeys vliegenvanger
- Cyanoptila cyanomelana – Blauw-witte vliegenvanger